# Sutherland (Utah)
Sutherland – jednostka osadnicza w Stanach Zjednoczonych, w stanie Utah, w hrabstwie Millard.